# Егорова, Евгения Николаевна
Евгения Николаевна Егорова (1908—1986) — советская легкоатлетка (бег на средние дистанции, прыжок в высоту), чемпионка и призёр чемпионатов СССР, Заслуженный мастер спорта СССР (1942).

## Биография
Выступала за клубы «Пищевик» и «Спартак» (Москва).
Более 20 раз участвовала в майской эстафете по Садовому кольцу на призы газеты «Вечерняя Москва».
Автор рекордов СССР в прыжках в высоту (1,41 — 1926; 1,43 — 1927). Соавтор 5 рекордов СССР в шведской эстафете (400+300+200+100 м).

## Спортивные результаты
- Первенство РСФСР по лёгкой атлетике 1927 года:
  - Прыжок в высоту —  (1,35);
- Чемпионат СССР по лёгкой атлетике 1936 года:
  - Бег на 500 метров —  (1.18,2);
  - Бег на 800 метров —  (2.20,8);
- Чемпионат СССР по лёгкой атлетике 1936 года:
  - Бег на 1500 метров —  (4.49,2);
- Чемпионат СССР по лёгкой атлетике 1936 года:
  - Бег на 1500 метров —  (4.53,4);

## Награды
- Медаль «За трудовую доблесть» (27.04.1957) — «за успехи, достигнутые в деле развития массового физкультурного движения в стране, повышения мастерства советских спортсменов, и успешное выступление на международных соревнованиях»